# Bonneval (Alto Loira)
 Bonneval  es una población y comuna francesa, situada en la región de Auvernia, departamento de Alto Loira, en el distrito de Brioude y cantón de La Chaise-Dieu.

## Demografía
| 118 | 123 | 124 | 122 | 109 | 105 |
| Para los censos de 1962 a 1999 la población legal corresponde a la población sin duplicidades (Fuente: INSEE [Consultar]) |     |     |     |     |     |